# Anastasia Golovina
Pour les articles homonymes, voir Golovine.
Anastasia Golovina (en bulgare : Анастасия Головина ; 1850-1933) est la première femme médecin et psychiatre en Bulgarie.

## Biographie

### Enfance
Anastasia Golovina naît à Chișinău, dans l'actuelle République de Moldavie, le 17 octobre 1850. Seizième enfant de la famille, elle naît de parents immigrés originaires de Kalofer, en Bulgarie ottomane. Son grand-père, Kaltcho Minkov, a quitté Kalofer au début du XIXe siècle pour s'installer en Bessarabie, où il a participé en tant que volontaire à la guerre russo-turque de 1828-1829 et a occupé le poste de maire de Chișinău pendant neuf ans,.

### Formation
Malgré la mort prématurée de son père, ainsi que les restrictions qui limitent alors l'accès des femmes à l'enseignement supérieur, Anastasia Golovina passe avec succès des examens pour devenir enseignante à domicile, obtient un diplôme d'un collège français de Chișinău et décroche un poste de sténographe au zemstvo (assemblée locale) de cette ville. Elle ne se contente toutefois pas de cette situation et souhaite poursuivre des études supérieures : c'est ainsi qu'en 1871, elle part étudier la médecine à Zurich, en Suisse. Cette décision est inhabituelle compte tenu du nombre extrêmement faible d'étudiantes en médecine dans l'Europe de l'époque.
Toutefois, en raison de ses opinions progressistes, le gouvernement suisse l'expulse vers l'Empire russe avec d'autres étudiants. Sa passion pour la médecine la conduit néanmoins à la Sorbonne, à Paris, où elle reprend ses études et obtient son diplôme en 1876,,. Elle se forme ensuite dans les hôpitaux de Cotten en 1877 et de Pitié en 1878. Elle soutient une thèse de doctorat intitulée Étude histologique de la structure des parois artérielles, un travail qui reçoit les éloges du comité, présidé par le professeur Vulpian. Cette thèse, aujourd'hui conservée dans les archives de la Sorbonne à Paris, demeure une référence précieuse,.
Anastasia Golovina devient ainsi, non seulement la sixième femme médecin diplômée de la Faculté de médecine de Paris, mais aussi la première femme bulgare à obtenir un diplôme universitaire et la première femme médecin du pays,.

### Carrière
Après la répression sanglante de l'insurrection d'avril 1876, des représentants bulgares parcoururent divers pays pour sensibiliser l'opinion aux atrocités commises par les autorités ottomanes en Bulgarie. À Paris, Anastasia Golovina, profondément touchée par le sort du peuple bulgare, manifeste une vive sympathie pour cette cause et décide de mettre ses connaissances à son service. C'est ainsi qu'après un bref retour à Chișinău en 1878, elle s'installe l'année suivante en Bulgarie, où elle travaille à Veliko Tarnovo en tant que médecin municipal. Le pays, qui a récemment acquis son autonomie vis-à-vis de l'Empire ottoman, a grand besoin du savoir et des compétences que peuvent lui apporter les personnes instruites, : Anastasia Golovina y introduit plusieurs innovations médicales, notamment l'autopsie pour déterminer les causes des décès. Elle rédige également de nombreux articles scientifiques et des textes de vulgarisation médicale, publiés dans des revues bulgares et internationales. Elle est par ailleurs l'une des fondatrices de la Société physico-médicale, la première association de médecins de Bulgarie.
À Veliko Tarnovo, elle fait la connaissance d'Alexandre Golovine, officier russe et volontaire lors de la guerre russo-turque de 1877-1878, qui s'est ensuite engagé au sein de l'administration bulgare nouvellement établie. Ils se marient peu après. Dans la Bulgarie autonome, son époux occupe le poste de directeur du bureau de correspondance du cabinet politique du prince Alexandre Ier, auquel Anastasia Golovina apporte elle-même une collaboration active,. Par la suite, elle exerce la médecine à Sofia, où elle est résidente à l'hôpital Alexandrovsk et médecin au sein du premier lycée pour filles de la capitale. Son horizon s'assombrit néanmoins avec le renversement du prince Alexandre Ier en 1886 : le couple quitte alors la Bulgarie, et Anastasia Golovina travaille pendant deux ans à la Faculté de médecine de Zurich.
En 1887, la famille retourne en Bulgarie et s'installe à Varna, où Anastasia devient la première femme médecin de l'hôpital public local. Grâce à son expertise, elle prend en charge le service interne de l'hôpital, où elle contribue à dresser le bilan des avancées en matière de santé et d'hygiène depuis la reconnaissance de l'autonomie du pays par les Ottomans. Elle participe également à la création de la Société médicale, visant à renforcer le niveau professionnel des équipes médicales et le respect des normes sanitaires. Cet engagement conduit à sa nomination au poste de médecin-chef municipal en 1889 : sa mission principale consiste à veiller à la propreté des cours, des rues, et des places, à l'hygiène des halles aux poissons et des abattoirs, ainsi qu'à la prévention des maladies épidémiques. Elle devient par la suite responsable du nouveau service psychiatrique de l'hôpital d'État : elle introduit des méthodes modernes de traitement des troubles mentaux, mettant particulièrement l'accent sur les bienfaits de l'environnement naturel — notamment la mer. Ce nouveau poste fait d'elle la première psychiatre bulgare et l'une des pionnières de la balnéothérapie et de la kinésithérapie dans le pays.
Anastasia Golovina travaille ensuite pendant un an à Plovdiv en tant que directrice de l'hôpital de première classe, avant de retourner à Varna. Elle est également l'une des fondatrices de la Croix-Rouge bulgare et de la Société pour la protection des enfants, tout en apportant son expertise durant les guerres balkaniques et la Première Guerre mondiale en tant que médecin à Varna. C'est dans cette ville qu'elle meurt le 5 mars 1933, à l'âge de 82 ans.